# Aegidium cribratum
Aegidium cribratum är en skalbaggsart som beskrevs av Bates 1887. Aegidium cribratum ingår i släktet Aegidium och familjen Hybosoridae. Utöver nominatformen finns också underarten A. c. chileanum.